# Олд-Ман-оф-Хой
Олд-Ман-оф-Хой, также Старик Хой или Старик острова Хой (англ. Old Man of Hoy) — скальное образование (кекур, самый высокий в Великобритании) высотой 137 метров на острове Хой (юго-западные Оркнейские острова, Шотландия).

## География
Олд-Ман-оф-Хой расположен на западном берегу острова, возвышается над водой на 137 метров. Сложен из древнего красного песчаника, стоит на базальтовой плите. Является туристической достопримечательностью Шотландии, в частности, паро́м от Терсо до Стромнесса всегда проходит так, чтобы пассажиры полюбовались скалой. В нескольких сотнях метров от Олд-Ман-оф-Хой находится ещё одна местная достопримечательность, рукотворная, — Дуорфи-Стейн.

## История
Современными учёными возраст скалы оценивается меньше чем в 400 лет, при этом на картах региона, сделанных мореплавателями в XVII — первой половине XVIII веков, на этом месте обозначен мыс, но не отдельно стоящая скала. Впервые в литературе для путешественников упоминается в 1806 году. Художник-пейзажист Уильям Даниэль в 1813 году или немного ранее написал эту скалу: она была значительно «толще» чем сейчас, а вершина была заметно меньшей площади, чем основание, в само́м основании имелась арка. К 1865 году Олд-Ман-оф-Хой уже был частично разрушен и имел лишь одну «ногу».
В 1966 году вершина, ранее считавшаяся невозможной для восхождения, была покорена скалолазами Крисом Бонингтоном, Расти Бейли и Томом Пэти, которые потратили на восхождение три дня. 8—9 июля 1967 года Олд-Ман-оф-Хой стал известен всему миру, когда на него было совершено повторное восхождение тремя парами альпинистов по трём маршрутам — это транслировал в прямом эфире британский телеканал Би-би-си, получив 15 миллионов зрителей. Бонингтон и Пэти поднялись проторённым путём, две другие пары состояли из Джо Брауна и Айана Макнот-Дэвиса, и Пита Крю и Дугала Хэстона. В 1984 году Браун ещё раз покорил Олд-Ман-оф-Хой, с ним были три напарника, одним из которых стала его дочь.
В 1998 году на экраны вышел документальный фильм The Rock Queen об одиночном покорении Олд-Ман-оф-Хой альпинисткой Катрин Дестивель.
14 мая 2008 года со скалы впервые был совершён прыжок, готовившийся три года. Роджер Холмс, Ангус Хатчинсон-Браун и Тим Эмметт забрались на вершину за семь часов, обратный путь занял всего 10 секунд. Можно отметить, что Хатчинсон-Браун погиб спустя одиннадцать дней, неудачно прыгнув в Майрингене (Швейцария).
Многие геологи (в частности, Эванс и Джим Хэнсом (1995)) полагают, что в обозримом будущем Олд-Ман-оф-Хой полностью обрушится в море, подмытый регулярным воздействием волн.
Олд-Ман-оф-Хой показан в клипе на песню Here Comes the Rain Again группы Eurythmics.